# H·C·羅賓斯·蘭登

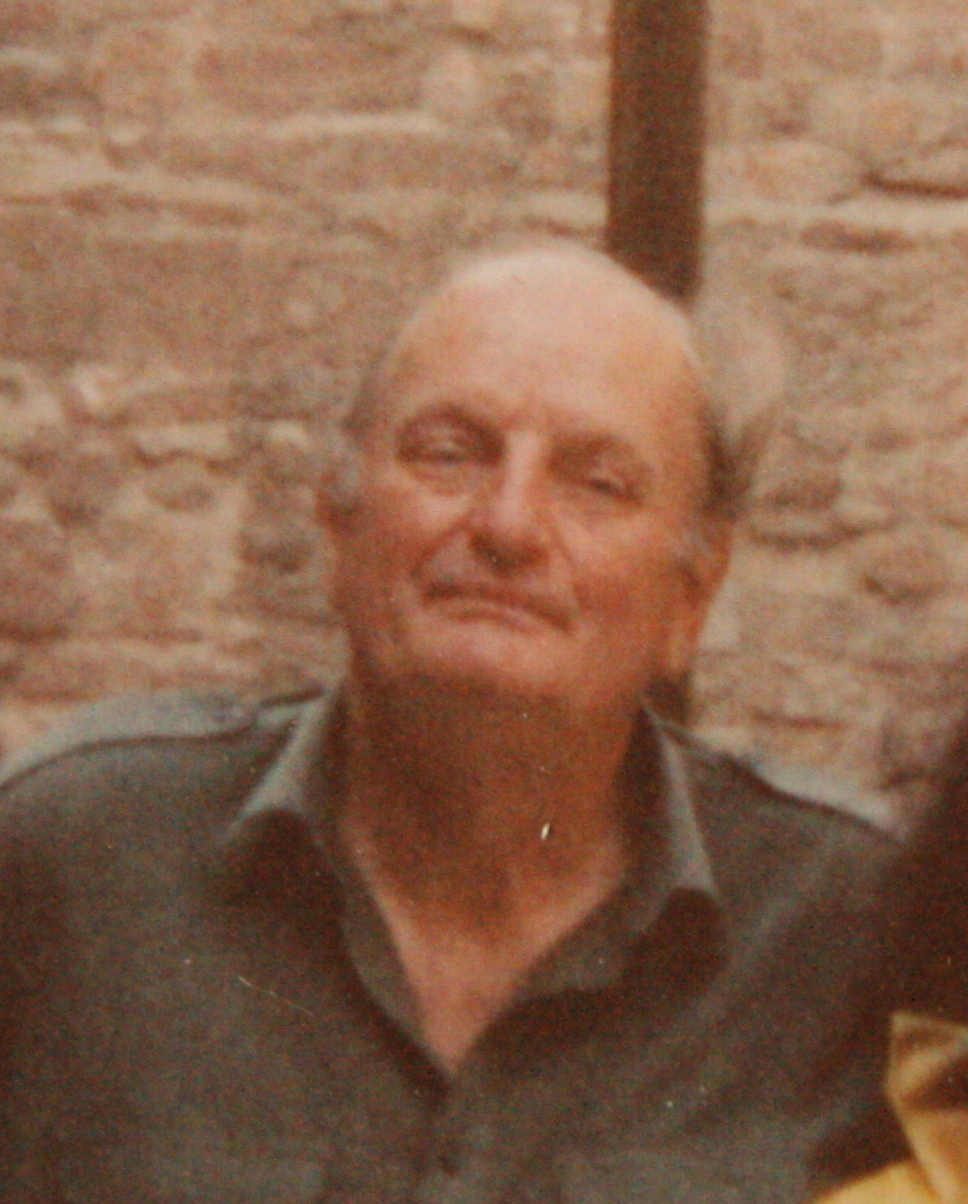
1989年的罗宾斯·兰登

霍華德·錢德勒·羅賓斯·蘭登（英語：Howard Chandler Robbins Landon，1926年3月6日—2009年11月20日）是一位美國音樂學學者、記者、史家及廣播主持人，以發掘海頓作品以及莫扎特音樂的研究而聞名。
蘭登本身亦是音樂家之子，他在高中時即對海頓的創作產生興趣，決定以海頓研究做為自己的志向。在所求學的對象中，最重要的一位是海頓研究權威卡爾·蓋靈格。蘭登在1947年取得音樂學學位畢業，之後前往歐洲。1949年他創建了海頓學會（Haydn Society），該會旨在發表並記錄海頓的作品。在其後數十年的生涯中，蘭登往來於各地的檔案館與資料庫，持續探索海頓生平與音樂創作的相關史料。對於許多幾乎已被遺忘的海頓作品，蘭登為之立註、著書，甚至改編樂譜並進行演奏錄音。他的著作《海頓：編年史與作品》（Haydn: Chronicle and Works）於1976年至1980年間分五冊發表，可以說是集其研究大成的作品。
在海頓領域外，蘭登及其學會亦著力於莫扎特音樂之研究。蘭登本人寫有五本著作，這些著作對莫扎特生平的諸多謎團和猜想做出了解釋。迄1996年止，蘭登已有26本專書著作，另外他也為《泰晤士报》等報章雜誌撰稿。蘭登在廣播界亦有作品，他在BBC的電台、電視台均有節目，其選題受一般觀眾的注意與喜愛。1970年代起，蘭登間或在美、英等地的大專院校講演授課。

## 生平

### 早年
蘭登在波士顿出生，父親威廉·格林內爾是一位作家，母親多蘿西婭·勒巴倫·羅賓斯則是音樂家。蘭登在高中時萌發對海頓音樂的興趣，這從此成為他一生的志業。
我的高中老師名喚馬蒂亞斯·庫珀，我告訴他，我對海頓的交響曲很感興趣，我很樂意研究它們。庫珀則說，那麼我應該深入研究海頓（的作品）。⋯⋯海頓需要自己的作品全集目錄。所有主要的作曲家都有這樣的目錄，莫扎特、貝多芬、勃拉姆斯，甚至是布克斯特胡德，但海頓沒有。布賴特科普夫與黑特爾曾經做過這個計畫，但因為花費太高、關注度太低而被擱置⋯⋯
即使在高中時期蘭登的角度，海頓音樂已淡出大眾視野整整一百年之久。罗伯特·舒曼曾這樣寫道：「今天我們已無法從海頓處獲取任何新知⋯⋯他已不再受矚。」19世紀末，情形似乎開始有所轉圜，休伯特·帕里認為，所有音樂家都應該認識海頓的交響曲，「即使到了晚年，他依然是當代最重要的作曲家之一。」然而即使是20世紀中期，在已知的海頓750首作品中，甚至只有10首是有紙本樂譜可循的，可見時下大眾仍缺乏對於海頓作品全貌的認識。
蘭登立定決心，將自己的研究重點轉向海頓領域。首先他開始學習幾項樂器，另外則是配器法、和聲學以及幾種外語，另外還有歷史。1943年至1945年間，他在斯沃斯莫爾學院進修，向Alfred Swan學習音樂理論，向哈爾·麥克唐納學習作曲，另向威斯坦·休·奥登學習英語文學。不過，出於私德問題，蘭登遭到學院勒令休學（該校是一所貴格會學校）。1945年至1947年間，就讀於波士頓大學，在那裏他的學習對象包括Hugo Norton以及卡爾·蓋靈格等人，後者是當代公認的海頓研究權威。1947年，蘭登自波士頓大學取得音樂學士學位畢業。

### 職業生涯
大學畢業後，蘭登本有意前往哈佛大学攻讀碩士，卻在1947年夏季前往歐洲。透過校際廣播系統（Intercollegiate Broadcasting System），他在當地取得了國外研究代表的工作身分。當時由於徵兵令將近，蘭登主動前往維也納（由美軍佔有）並志願入伍，加入美國陸軍第五軍團，擔任隨軍史官。這個職位使他得以在維也納繼續從事寫作和研究。
1949年，蘭登與鍵琴演奏家、學者Christa Fuhrmann成婚，同時他服役期滿，選擇返回波士頓繼續學術研究。在波士頓期間，他與一群好友（包括蓋靈格在內）成立了海頓學會。學會成立的宗旨有二，其一是為全本海頓作品發行一個新的修訂版本，其二則是海頓音樂的大量錄音。不出一年時間，學會就推出了第一份錄音：《和諧彌撒》（Harmoniemesse），錄音立刻宣告售罄。之後蘭登利用一份親戚的贈與返回維也納，在那裏他有更多的材料，可以推出其它的錄音計畫，學會的活動據點自此也從波士頓移往維也納。同時，蘭登前往歐洲中部，繼續海頓史料的研究。
海頓學會持續推出此前少有關注的作品錄音，他們也開始接觸莫扎特作品，例如C小調彌撒及《依多美尼歐》。此時期蘭登持續遊歷中、東歐，尋找更多的海頓手稿稿件。這些史料是蘭登後來為海頓歌劇、彌撒所編輯的鑒註（critical edition）的第一手材料，其中很多作品仍鮮為當代大眾所知。以四幕歌劇《哲学家的灵魂》（L'anima del filosofo）為例，該劇便是在1951年才首次演出。透過蘭登與學會的研究，這些作品進而得以為人所知。
蘭登的第一本著作《約瑟夫·海頓的交響曲》（The Symphonies of Joseph Haydn）於1955年出版。該書以時序對海頓的交響曲作品進行編排，做討論與分析，也提出包括其在海頓創作生涯的意義，以及18世紀音樂史所具有之地位等主張。迄此，蘭登的研究開始受到實務領域的注意。维也纳爱乐乐团的法國號手在演奏海頓第56號交響曲時，經常對於其中的高音域感到困擾，蘭登提出的資料則表明，海頓時代的法國號（自然號）事實上擁有高一個八度的音域，最終此問題透過仿古樂器的再製得到了解決。
蘭登開始為一些著名的刊物撰稿（例如《音樂美國》），但他最主要的合作對象仍是《泰晤士报》，雙方的關係起自1950年代早期。出於個人的學術地位，蘭登能取得铁幕國家的音樂材料，他的報導也因此受到重視。1957年起，蘭登成為該報的特約記者，任職至1961年止。另外他也開始參與BBC的電台和電視製作，其內容深入淺出，受一般觀眾的肯定。
1976年至1980年間，蘭登出版了自己的重要作品《海頓：編年史與作品》，共五冊。《新格罗夫辞典》將此書以及1955年的《交響曲》譽為「海頓研究的標的」。《泰晤士报》的書評也對《編年史》讚譽有加。
在海頓研究之外，蘭登對莫扎特的生平及音樂研究也有相當程度的投入。相較於在海頓領域所著的專書，蘭登所寫的五本莫扎特著作更面向普羅大眾，這些書籍的銷量十分好，也有許多不同語言的版本，使他獲得了國際知名度。電影《阿瑪迪斯》當中萨列里的「惡行」，或是康絲坦采的「禍水」形象，業已深入大眾視野，在蘭登筆下則有不同之見解。
蘭登在中年時期始於歐美各地講學，在紐約、加州、佛蒙特州，以及威爾士等地均有他的足跡。

### 晚年
蘭登的生涯晚期在奧地利、義大利和不列顛等國活動。1984年他在南法的拉巴斯唐斯定居，1994年與第二任妻子分居，晚年他與女友Marie-Noëlle Raynal-Bechetoille同居。
1990年，蘭登與约翰·朱利叶斯·诺威奇共同策劃了一檔電視節目《大師》（Maestro），講述威尼斯的音樂遺產。該節目共5集：〈威尼斯與嘉布里耶利家〉、〈克勞迪奧·蒙台威爾第的世界〉、〈威尼斯與韋瓦第〉、〈威爾第和威尼斯的劇院〉、〈20世紀的威尼斯音樂〉。其中，〈20世紀〉是關於斯特拉文斯基和布里顿等人的創作，與蘭登向來的研究領域所去甚遠。
蘭登從未表態退休，不過在去世前二年所做的一次訪問中，他曾表示自己已不再從事研究了。「我偶而做一些校對性質的工作，但實際上我是近乎退休了。我已經八十一歲了，退休也不為過吧。」
蘭登在拉巴斯唐斯逝世，享年83歲。

## 評價
《纽约时报》在訃聞中稱許蘭登「是一位嚴肅而多產的學者，但也深諳讓音樂學深入人心的訣竅。」學者查爾斯·羅森認為，蘭登的《編年史》是海頓研究的一大推力。不過羅森也同時指出，蘭登的書寫是「雜亂無章的⋯⋯部分的內容就像是單純和友人一道翻閱海頓的樂譜，隨意地指出自己感興趣的一些部分。」蘭登的研究並非無懈可擊，1933年他曾經被偽造的六首「海頓」鋼琴奏鳴曲所欺。此外他在專業領域以外的主張，有時也被認為不夠嚴謹，《格羅夫》便指出他在韋瓦第、J·C·巴赫和貝多芬等領域的不足。不過，蘭登樂於肯認自己在研究期間獲得的幫助，包括第一任妻子Christa，以及第二任妻子Else Radant（1957年結婚）所給予的協助。

## 獲獎與榮譽
- 榮譽學位
  - 波士頓大學（1969年）
  - 贝尔法斯特女王大学（1974年）
  - 布里斯托尔大学（1981年）
  - 新英格兰音乐学院（1989年）
- 牛津大学玛格丽特夫人学堂名譽教授（1980年）
- 西門子獎（1991年）
- 韓德爾-海頓學會榮譽獎章（1993年）[8]
- 美國哲學學會會員（1991年）[18]
- 奧地利藝術與科學十字勳章（1972年）
- 維也納市金牌獎章（1987年）[12]

## 作品
蘭登的著作等身，1996年慶祝他70歲生日時所發行的一套作品集，收錄其（有出版紀錄的）作品共516項，包括28本專書在內。其中由蘭登自行羅列的主要著作清單如下：
- 约瑟夫·海顿的交响曲，1955年
- 莫扎特伴侣（与唐纳德·米切尔合编），1956年
- 约瑟夫·海顿收集的信件和伦敦笔记本, 1959年
- 107 首海顿交响曲的批判版，完成于 1968 年
- 十八世纪音乐论文集,1969年
- 路德维希·范·贝多芬：一部纪录片研究，1970年
- 海顿：编年史和作品，1976-80年：
  - 卷。 3、海顿在英国，1976年
  - 卷。 4、海顿：创造的岁月，1977年
  - 卷。 5、海顿：晚年，1977年
  - 卷。 1、海顿：早年，1978年
  - 卷。 2、海顿在埃斯泰尔哈萨，1980年
- 海顿：纪录片研究，1981年
- 莫扎特与共济会, 1982年
- 亨德尔和他的世界,1984年
- 1791：莫扎特的最后一年，1988年
- 海顿：他的生活和音乐（与大卫·温·琼斯），1988年
- 莫扎特：黄金岁月，1989年
- 莫扎特纲要（编辑），1990年
- 莫扎特与维也纳，1991年
- 威尼斯五个世纪的音乐, 1991年
- 维瓦尔第：巴洛克之声，1993年
- 莫扎特散文, 1995年
- High C 中的喇叭（回忆录），1999年
- 18 世纪音乐的学术版本（欧洲多家出版社）